# Strømmen IF
Strømmen IF är en sportklubb i Strømmen, Norge. Den bedriver fotboll, friidrott, skridskosport, sportgymnastik och alpin skidsport.

## Historia
Klubben bildades den 25 september 1911 som Strømmen FK, men gick den 27 juni 1945 samman med Strømmen IL och fick nuvarande namn.

## Fotboll
Klubben nådde semifinal i norska mästerskapet 1957 och spelade i Norges högsta division från 1949 till 1955, samt 1986 och 1988. Hemmaplan är Strømmen Stadion.

### Fotnoter
1. ↑  http://strommen-if.no/str%c3%b8mmen-stadion/ Arkiverad 25 juni 2012 hämtat från the Wayback Machine.
2. ↑  Ole Petter Pedersen. ”Strømmen Idrettsforening” (på norska). Store norske leksikon. https://snl.no/Str%C3%B8mmen_Idrettsforening. Läst 29 september 2017.